# Kerry Fox
Kerry Lauren Fox (Wellington, 30 luglio 1966) è un'attrice neozelandese.

## Biografia
Kerry Fox ha esordito al cinema nel film Un angelo alla mia tavola nel 1990 con successo tanto da vincere il premio come miglior attrice al Valladolid International Film Festival. Ha partecipato successivamente a film come Piccoli omicidi tra amici e Vita di campagna nel 1994, ma il successo internazionale è arrivato nel 2001 con la pellicola Intimacy - Nell'intimità, torbida e spoglia storia di due esistenze solitarie, nella quale si è segnalata – con una forte audacia delle riprese – per una scena di fellatio non simulata, conquistando l'Orso d'argento per la migliore attrice al Festival internazionale del cinema di Berlino. Nel 2009 ha preso parte a Bright Star e Storm, al fianco di Anamaria Marinca.

## Vita privata
È sposata con lo scrittore e giornalista Alexander Linklater, con il quale ha avuto uno dei suoi due figli.

## Filmografia

### Cinema
- Un angelo alla mia tavola (An Angel at My Table), regia di Jane Campion (1990)
- Affondate il Rainbow Warrior (The Rainbow Warrior), regia di Michael Tuchne (1992)
- Ultimi giorni da noi (The Last Days of Chez Nous), regia di Gillian Armstrong (1992)
- Friends, regia di Elaine Proctor (1993)
- Vita di campagna (Country Life), regia di Michael Blakemore (1994)
- The Last Tattoo, regia di John Reid (1994)
- Piccoli omicidi tra amici (Shallow Grave), regia di Danny Boyle (1994)
- Bambini di Saigon (Saigon Baby) (1995)
- Benvenuti a Sarajevo (Welcome to Sarajevo), regia di Michael Winterbottom (1997)
- Il giardino dei ricordi (The Hanging Garden), regia di Thom Fitzgerald (1997)
- The Sound of One Hand Clapping, regia di Richard Flanagan (1998)
- Brivido di sangue (The Wisdom of Crocodiles), regia di Po-Chih Leong (1998)
- To Walk with Lions, regia di Carl Schultz (1999)
- The Darkest Light, regia di Simon Beaufoy e Bille Eltringham  (1999)
- Fanny and Elvis, regia di Kay Mellor (1999)
- Intimacy - Nell'intimità, regia di Patrice Chéreau (2001)
- The Point Men, regia di John Glen (2001)
- The Gathering, regia di Brian Gilbert (2002)
- Black and White, regia di Craig Lahiff (2002)
- So Close to Home, regia di Jessica Hobbs (2003)
- Niceland (Population. 1.000.002), regia di Friðrik Þór Friðriksson (2004)
- Rag Tale, regia di Mary McGuckian (2005)
- The Ferryman, regia di Chris Graham (2007)
- Intervention, regia di Mary McGuckian (2007)
- He Said, regia di Suzi Ewing (2007) - cortometraggio
- Inconceivable, regia di Mary McGuckian (2008)
- Bright Star, regia di Jane Campion (2009)
- Storm, regia di Hans-Christian Schmid (2009)
- Intruders, regia di Juan Carlos Fresnadillo (2011)
- Mental, regia di P. J. Hogan (2012)
- Mr. Pip, regia di Andrew Adamson (2012)
- Holding the Man, regia di Neil Armfield (2015)
- The Dressmaker - Il diavolo è tornato (The Dressmaker), regia di Jocelyn Moorhouse (2015)
- Little Joe, regia di Jessica Hausner (2019)
- The Colour Room, regia di Claire McCarthy (2021)

### Televisione
- Night of the Red Hunter, regia di Jane Campion - film TV (1989)
- Rocky Star - serie TV (1993)
- Mr. Wroe's Virgins - serie TV (1993)
- The Affair - film TV (1995)
- I racconti della cripta (Tales from the Crypt) - serie TV 1 episodio (1996)
- Shockers: Deja Vu - serie TV (1989)
- 40 - film TV (2003)
- Waking the Dead - serie TV 1 episodio (2004)
- The Murder Room, regia di Diarmuid Lawrence - film TV (2004)
- Footprints in the Snow - film TV (2005)
- Cold Blood - film TV (2005)
- Nostradamus - film TV (2006)
- The Whistleblowers - serie TV 1 episodio (2007)
- Trial & Retribution XVIII: The Box - film TV (2008)

## Riconoscimenti
- Festival internazionale del cinema di Berlino
  - 2001 – Orso d'argento per la migliore attrice per Intimacy – Nell'intimità

- Australian Academy of Cinema and Television Arts Awards
  - 2012 – Candidatura per la migliore attrice in una serie drammatica per Cloudstreet

- Australian Film Critics Association Awards
  - 2017 – Candidatura per la migliore attrice non protagonista per Downriver

- Australian Film Institute
  - 1994 – Candidatura per la migliore attrice protagonista per Vita di campagna
  - 2010 – Candidatura per la migliore attrice non protagonista per Bright Star

- New Zealand Film and TV Awards
  - 1990 – Miglior interpretazione femminile per Un angelo alla mia tavola
  - 2017 – Candidatura per la migliore attrice per The Rehearsal

- Astra Awards
  - 2012 – Migliore interpretazione femminile per Cloudstreet

- Festival International de Programmes Audiovisuels
  - 1995 – Golden FIPA per la migliore attrice per A Village Affair

- FilmOut San Diego
  - 2016 – Migliore attrice non protagonista per Downriver

- Semana Internacional de Cine de Valladolid
  - 1990 – Migliore attrice per Un angelo alla mia tavola

- British Independent Film Awards
  - 2009 – Candidatura per la miglior attrice non protagonista per Bright Star

- Genie Award
  - 1997 – Candidatura per la miglior attrice non protagonista per Il giardino dei ricordi

- Festival della televisione di Monte Carlo
  - 2009 – Candidatura alla Ninfa d'oro per la migliore attrice in un film per la televisione per The Shooting of Thomas Hurndall

- 20/20 Awards
  - 2011 – Candidatura per la miglior attrice per Un angelo alla mia tavola

- CableACE Awards
  - 1996 – Candidatura per la migliore attrice in una miniserie o film per la televisione per The Affair

## Doppiatrici italiane
- Ilaria Stagni in Un angelo alla mia tavola
- Antonella Rendina in Piccoli omicidi tra amici
- Alessandra Korompay in Intimacy - Nell'intimità
- Roberta Pellini in Bright Star
- Claudia Razzi in Mr. Pip
- Antonella Giannini in Holding the Man
- Anna Rita Pasanisi in The Dressmaker - Il diavolo è tornato
- Beatrice Margiotti in Little Joe